# Patrick Geddes
Patrick Geddes (Ballater, 2 oktober 1854 - Montpellier, 17 april 1932) was een Schotse bioloog, socioloog, geograaf, filantroop en baanbrekende stedenbouwkundige. Hij staat bekend om zijn innovatief denken op het gebied van stedenbouw en sociologie.

## Universitaire loopbaan
Van 1874 tot 1878 studeerde Geddes aan de Royal School of Mines, onderdeel van het Imperial College London. Van 1880 tot 1888 doceerde hij zoölogie aan de Universiteit van Edinburgh. Daarna bekleedde hij van 1888 tot 1919 de leerstoel Plantkunde aan de Universiteit van Dundee en van 1919 tot 1924 de leerstoel Sociologie aan de Universiteit van Mumbai. Samen met de natuurkenner Arthur Thomson schreef Geddes het boek The Evolution of Sex (1889), zijn belangrijkste werk.
Als francofiel opende Geddes in 1924 het Collège des Écossais (Scots College), een internationale onderwijsinstelling in het Franse Montpellier.

## Visie
In de navolging van de filosofieën van Auguste Comte en Pierre Guillaume Frédéric le Play introduceerde Geddes het concept van 'regio' in architectuur en planning, en bedacht hij de term 'conurbatie'. Later werkte hij 'neotechniek' uit als de manier om een wereld opnieuw vorm te geven, los van overcommercialisering.
Net als de socioloog John Ruskin geloofde Geddes dat sociale processen en ruimtelijke structuren nauw met elkaar verbonden zijn. Zijn doel was om een stedelijke omgeving te creëren die optimaal zou zijn aangepast aan de behoeften van mensen en die lichaam en geest in harmonie zou brengen. Hij bracht zijn theorie naar voren in een tijd waarin de industrialisatie de manier waarop men in het Verenigd Koninkrijk leefde drastisch had veranderd.
Zijn visie demonstreerde Geddes onder meer door in de oude, vervallen binnenstad van Edinburgh burgerzalen op te richten. Daarnaast richtte hij in een toren van Edinburgh Castle een museum in voor lokale, regionale en internationale geschiedenis. Het moest de bezoeker in staat stellen zijn directe omgeving te overzien en deze als geheel te leren kennen.

## Masterplan voor Tel Aviv
In 1919 kreeg Geddes van de zionistische politicus Chaim Weizmann de opdracht om Tel Aviv en Haifa te structureren door middel van een masterplan. Zo ontstond de zogenoemde witte stad van Tel Aviv, een verzameling van meer dan vierduizend gebouwen in de Israëlische kuststad Tel Aviv. Onderdeel van het Geddes-plan was onder meer het Dizengoffplein, dat Geddes samen met de architecte Genia Averbuch ontwierp. Met het ontwerp van het plein won het duo in 1934, twee jaar na Geddes' overlijden, een ontwerpwedstrijd.
Doordat er in de jaren '30 meer Joden dan verwacht naar Palestina emigreerden, moest het masterplan flink worden gewijzigd. Desalniettemin zijn Geddes' ideeën op veel plekken nog terug te zien.
Curieus, maar ook interessant is het verslag dat de Nederlandse schrijver Jacob Israël de Haan in 1919 uitbracht van zijn ontmoeting met Geddes. Hij ziet hem vooral als een boeiend soort dilettant, maar voor zijn plannen voor (toen nog) de bouw van een universitaire wijk in Jeruzalem heeft hij niet veel waardering. "Wij willen in Palestina een Joods Volk zijn met een Joodse Kunst. En een geestige Schot kan ons die niet geven."

## Werken
- The Evolution of Sex (1889)
- The Evergreen: A Northern Seasonal (1895/1896)
- City Development, A Report to the Carnegie Dunfermline Trust (1904)
- The Masque of Learning (1912)
- Cities in Evolution (1915)
- The Life and Work of Sir Jagadis C. Bose (1920)
- Biology (1925)
- Life: Outlines of General Biology (1931)